# اوسوا
اوسوا (به فرانسوی: Aussois) یک کمون در فرانسه است که در ساووآ واقع شده‌است. اوسوا ۴۱٫۹۴ کیلومتر مربع مساحت دارد.